# Gravetat F(R)
En física, f (R) és un tipus de teoria modificada de la gravetat que generalitza la relativitat general d'Einstein. f (R) la gravetat és en realitat una família de teories, cadascuna definida per una funció diferent, f, de l'escalar de Ricci, R. El cas més simple és només que la funció sigui igual a l'escalar; això és la relativitat general. Com a conseqüència d'introduir una funció arbitrària, pot haver-hi llibertat per explicar l'expansió accelerada i la formació de l'estructura de l'Univers sense afegir formes desconegudes d'energia fosca o matèria fosca. Algunes formes funcionals poden estar inspirades en correccions sorgides d'una teoria quàntica de la gravetat. La gravetat f(R) va ser proposada per primera vegada l'any 1970 per Hans Adolph Buchdahl (tot i que ϕ es va utilitzar més que f per al nom de la funció arbitrària). S'ha convertit en un camp d'investigació actiu després del treball d'Alexei Starobinsky sobre la inflació còsmica. A partir d'aquesta teoria es poden produir un ampli ventall de fenòmens adoptant diferents funcions; tanmateix, ara es poden descartar moltes formes funcionals per raons observacionals o per problemes teòrics patològics.

## Introducció
En f (R) gravetat, es busca per generalitzar el Lagrangià de l'acció d'Einstein-Hilbert : {\displaystyle S[g]=\int {1 \over 2\kappa }R{\sqrt {-g}}\,\mathrm {d} ^{4}x} a {\displaystyle S[g]=\int {1 \over 2\kappa }f(R){\sqrt {-g}}\,\mathrm {d} ^{4}x} on {\displaystyle \kappa ={\tfrac {8\pi G}{c^{4}}},g=\det g_{\mu \nu }} és el determinant del tensor mètric, i f (R) és alguna funció de l'escalar de Ricci.
Hi ha dues maneres de fer un seguiment de l'efecte de canviar R a f (R), és a dir, obtenir les equacions de camp teòriques. El primer és utilitzar el formalisme mètric i el segon és utilitzar el formalisme Palatini. Mentre que els dos formalismes condueixen a les mateixes equacions de camp per a la Relativitat General, és a dir, quan f (R) = R, les equacions de camp poden diferir quan f (R) ≠ R.

## Gravetat mètrica f (R)

### Derivació d'equacions de camp
En la mètrica f (R) de la gravetat, s'arriba a les equacions de camp variant l'acció respecte a la mètrica i no tractant la connexió {\displaystyle \Gamma _{\alpha \beta }^{\mu }} independentment. Per completar-ne ara esmentarem breument els passos bàsics de la variació de l'acció. Els passos principals són els mateixos que en el cas de la variació de l'acció d'Einstein-Hilbert (vegeu l'article per a més detalls), però també hi ha algunes diferències importants.
La variació del determinant és com sempre: {\displaystyle \delta {\sqrt {-g}}=-{\frac {1}{2}}{\sqrt {-g}}g_{\mu \nu }\delta g^{\mu \nu }}

### Equacions de Friedmann generalitzades
Suposant una mètrica de Robertson–Walker amb factor d'escala {\displaystyle a(t)} podem trobar que les equacions de Friedmann generalitzades són (en unitats on {\displaystyle \kappa =1}): {\displaystyle 3FH^{2}=\rho _{\rm {m}}+\rho _{\rm {rad}}+{\frac {1}{2}}(FR-f)-3H{\dot {F}}}{\displaystyle -2F{\dot {H}}=\rho _{\rm {m}}+{\frac {4}{3}}\rho _{\rm {rad}}+{\ddot {F}}-H{\dot {F}},} on {\displaystyle H={\frac {\dot {a}}{a}}} és el paràmetre de Hubble, el punt és la derivada respecte al temps còsmic t, i els termes ρ m i ρ rad representen les densitats de matèria i radiació respectivament; aquestes compleixen les equacions de continuïtat : {\displaystyle {\dot {\rho }}_{\rm {m}}+3H\rho _{\rm {m}}=0;}{\displaystyle {\dot {\rho }}_{\rm {rad}}+4H\rho _{\rm {rad}}=0.}

### Constant gravitatòria modificada
Una característica interessant d'aquestes teories és el fet que la constant gravitatòria depèn del temps i de l'escala. Per veure-ho, afegiu una petita pertorbació escalar a la mètrica (en el gauge newtonià): {\displaystyle \mathrm {d} s^{2}=-(1+2\Phi )\mathrm {d} t^{2}+\alpha ^{2}(1-2\Psi )\delta _{ij}\mathrm {d} x^{i}\mathrm {d} x^{j}} on  i  són els potencials newtonians i utilitzen les equacions de camp al primer ordre. Després d'alguns càlculs llargs, es pot definir una equació de Poisson a l'espai de Fourier i atribuir els termes addicionals que apareixen al costat dret a una constant gravitatòria efectiva G eff. En fer-ho, obtenim el potencial gravitatori (vàlid en escales subhoritzó k2 ≫ a2H2 ): {\displaystyle \Phi =-4\pi G_{\mathrm {eff} }{\frac {a^{2}}{k^{2}}}\delta \rho _{\mathrm {m} }} on δ ρ m és una pertorbació en la densitat de la matèria, k és l'escala de Fourier i G eff és: {\displaystyle G_{\mathrm {eff} }={\frac {1}{8\pi F}}{\frac {1+4{\frac {k^{2}}{a^{2}R}}m}{1+3{\frac {k^{2}}{a^{2}R}}m}},} amb {\displaystyle m\equiv {\frac {RF_{,R}}{F}}.}

### Ones gravitatòries massives
Aquesta classe de teories quan es linealitza presenta tres modes de polarització per a les ones gravitatòries, dels quals dos corresponen al gravitó sense massa (helicitats ±2) i el tercer (escalar) prové del fet que si tenim en compte una transformació conforme, la teoria de quart ordre f ( R ) es converteix en relativitat general més un camp escalar. Per veure això, identifica {\displaystyle \Phi \to f'(R)\quad {\textrm {and}}\quad {\frac {dV}{d\Phi }}\to {\frac {2f(R)-Rf'(R)}{3}},} i utilitzeu les equacions de camp anteriors per obtenir {\displaystyle \Box \Phi ={\frac {\mathrm {d} V}{\mathrm {d} \Phi }}}